# Hubert Strolz
Huberth Strolz (Warth, 20 giugno 1962) è un ex sciatore alpino austriaco, campione olimpico nella combinata ai XV Giochi olimpici invernali di Calgary 1988.

## Biografia

### Stagioni 1981-1988
Strolz ottenne il primo piazzamento in Coppa del Mondo il 28 marzo 1981 a Laax in slalom gigante (7º); l'anno dopo ai Mondiali di Schladming 1982, sua prima presenza iridata, si classificò 10º nello slalom gigante e in quella stessa stagione 1981-1982 vinse la Coppa Europa. Nel 1984 conquistò il primo podio in Coppa del Mondo, il 10 gennaio ad Adelboden in slalom gigante (2º), ed esordì ai Giochi olimpici invernali: a Sarajevo 1984 si piazzò 6º nello slalom gigante e non completò lo slalom speciale.

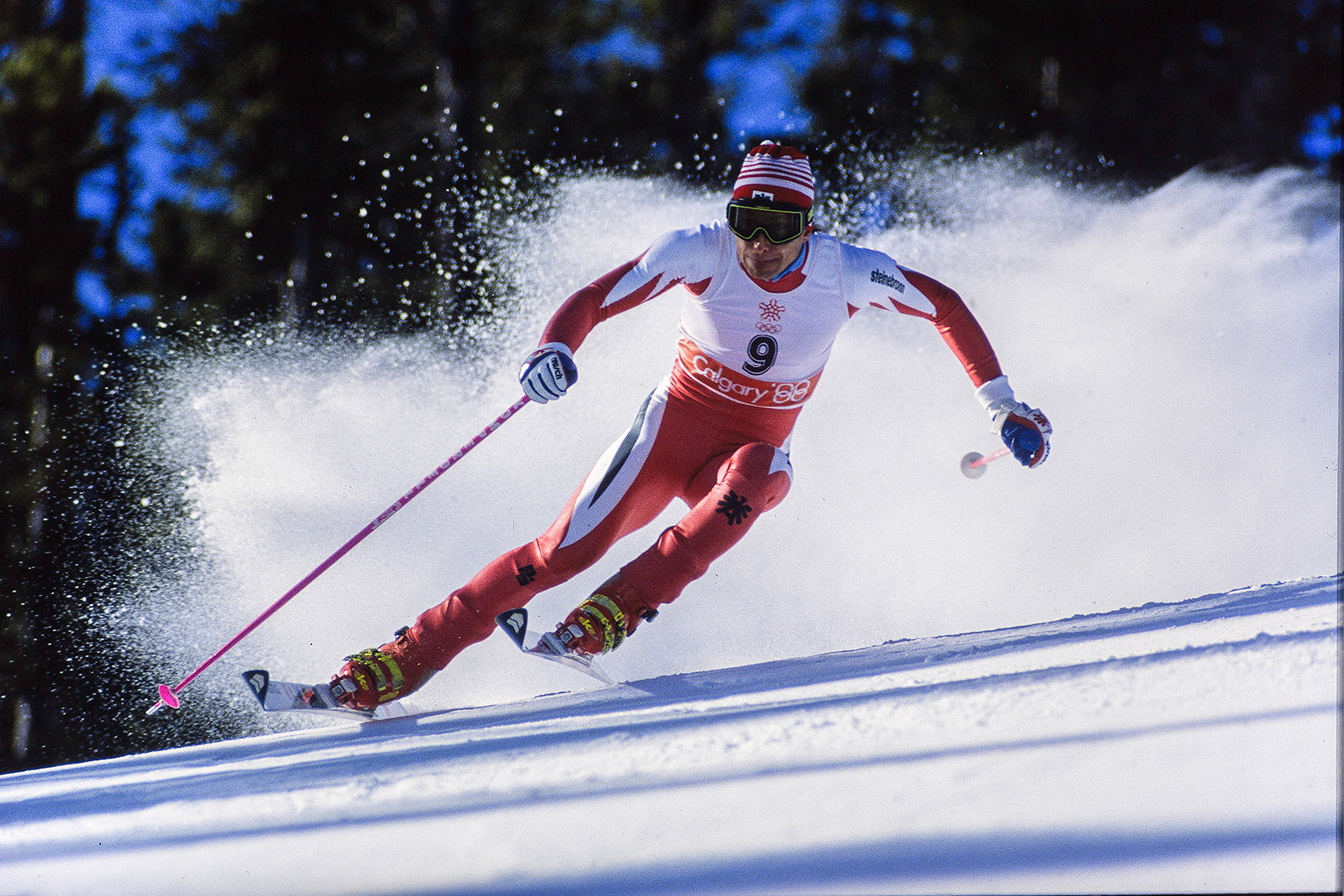
Hubert Strolz in gara nello slalom gigante dei XV Giochi olimpici invernali di

Nella stagione 1985-1986 fu 3º nella classifica della Coppa del Mondo di slalom gigante; l'anno dopo ai Mondiali di Crans-Montana 1987 si classificò 5º nel supergigante e 4º nello slalom gigante. Nel 1988 conquistò l'unica vittoria in Coppa del Mondo, il 17 gennaio a Bad Kleinkirchheim in combinata (7º), mentre ai successivi XV Giochi olimpici invernali di Calgary 1988 vinse la medaglia d'oro nella combinata, quella d'argento nello slalom gigante e si piazzò 4º nel supergigante; in quella stessa stagione 1987-1988 fu 3º nella classifica generale di Coppa del Mondo, 2º in quella di slalom gigante (superato da Alberto Tomba di 13 punti) e vinse quella di combinata con 3 punti di vantaggio su Günther Mader.

### Stagioni 1989-1994
Ai Mondiali di Vail 1989 si classificò 4º nel supergigante e nella successiva stagione 1989-1990 fu nuovamente 3º nella classifica della Coppa del Mondo di slalom gigante; nel 1991 ai Mondiali di Saalbach-Hinterglemm si piazzò 6º nella combinata. Ai XVI Giochi olimpici invernali di Albertville 1992, sua ultima presenza olimpica, si classificò 24º nel supergigante, 9º nello slalom gigante, 13º nello slalom speciale e non completò la combinata, uscendo a poche porte dal traguardo nella seconda manche dello slalom speciale quando era al comando della gara; in quella stagione 1991-1992 in Coppa del Mondo fu 2º nella classifica di combinata (superato da Paul Accola di 120 punti).
Nel 1993 conquistò l'ultimo podio in Coppa del Mondo, il 17 gennaio a Lech in combinata (3º), e prese parte ai suoi ultimi Mondiali: nella rassegna iridata di Morioka si classificò 6º nello slalom gigante e 4º nello slalom speciale. Si ritirò al termine della stagione 1993-1994 e la sua ultima gara fu lo slalom gigante di Coppa del Mondo disputato il 6 marzo ad Aspen, chiuso da Strolz al 24º posto. È padre di Johannes, a sua volta sciatore alpino.

### Bilancio della carriera
Nonostante la medaglia d'oro olimpica, è rimasto nella memoria sportiva, anche al di fuori della propria disciplina, come "l'eterno secondo" per antonomasia per i suoi numerosi piazzamenti ottenuti in Coppa del Mondo (ben 34 volte sul podio), a fronte di una sola vittoria, peraltro non ottenuta in una gara singola ma in una combinata.

## Palmarès

### Olimpiadi
- 2 medaglie:
  - 1 oro (combinata a Calgary 1988)
  - 1 argento (slalom gigante a Calgary 1988)

### Coppa del Mondo
- Miglior piazzamento in classifica generale: 3º nel 1988
- Vincitore della classifica di combinata nel 1988[4]
- 34 podi:
  - 1 vittoria
  - 14 secondi posti
  - 19 terzi posti

#### Coppa del Mondo - vittorie
| Data            | Località           | Paese   | Specialità |
| --------------- | ------------------ | ------- | ---------- |
| 17 gennaio 1988 | Bad Kleinkirchheim | Austria | KB         |

Legenda:

KB = combinata

### Coppa Europa
- Vincitore della Coppa Europa nel 1982[1]
- Vincitore della classifica di slalom gigante nel 1981 e nel 1982[1]
- 9 podi:
  -  4 vittorie[senza fonte]

### Campionati austriaci
- 6 medaglie[1]:
  - 6 argenti (slalom speciale nel 1981; slalom speciale nel 1982; slalom gigante nel 1985; supergigante nel 1987; supergigante nel 1989; slalom speciale nel 1994)

## Statistiche

### Podi in Coppa del Mondo
| Stagione/Specialità | Supergigante | Supergigante | Supergigante | Slalom gigante | Slalom gigante | Slalom gigante | Slalom speciale | Slalom speciale | Slalom speciale | Combinata | Combinata | Combinata | Podi totali |
| ------------------- | ------------ | ------------ | ------------ | -------------- | -------------- | -------------- | --------------- | --------------- | --------------- | --------- | --------- | --------- | ----------- |
| Stagione/Specialità | 1º           | 2º           | 3º           | 1º             | 2º             | 3º             | 1º              | 2º              | 3º              | 1º        | 2º        | 3º        | Podi totali |
| 1981                |              |              |              |                |                |                |                 |                 |                 |           |           |           | 0           |
| 1982                |              |              |              |                |                |                |                 |                 |                 |           |           |           | 0           |
| 1983                |              |              |              |                |                |                |                 |                 |                 |           |           |           | 0           |
| 1984                |              |              |              |                | 2              |                |                 |                 |                 |           |           |           | 2           |
| 1985                |              |              |              |                | 1              |                |                 |                 |                 |           |           |           | 1           |
| 1986                |              |              | 1            |                | 3              | 4              |                 |                 |                 |           |           |           | 8           |
| 1987                |              |              |              |                | 1              | 1              |                 |                 |                 |           |           |           | 2           |
| 1988                |              | 1            |              |                | 1              | 1              |                 |                 | 1               | 1         |           | 1         | 6           |
| 1989                |              |              |              |                | 1              |                |                 |                 | 1               |           |           | 1         | 3           |
| 1990                |              |              |              |                | 2              | 1              |                 | 1               | 1               |           |           |           | 5           |
| 1991                |              |              |              |                |                |                |                 |                 |                 |           |           |           | 0           |
| 1992                |              |              |              |                |                |                |                 | 1               |                 |           |           | 3         | 4           |
| 1993                |              |              |              |                |                |                |                 |                 | 2               |           |           | 1         | 3           |
| 1994                |              |              |              |                |                |                |                 |                 |                 |           |           |           | 0           |
| Totale              | 0            | 1            | 1            | 0              | 11             | 7              | 0               | 2               | 5               | 1         | 0         | 6         | 34          |
| Totale              | 2            | 2            | 2            | 18             | 18             | 18             | 7               | 7               | 7               | 7         | 7         | 7         | 34          |

## Onorificenze
Strolz nel 1996 fu insignito di una decorazione d'onore dell'Ordine al merito della Repubblica austriaca: